# ويليام هنري هيل
ويليام هنري هيل (بالإنجليزية: William Henry Hill)‏ هو سياسي أمريكي، ولد في 23 مارس 1876، وتوفي في 24 يوليو 1972 ببينغامتون في الولايات المتحدة. حزبياً، نشط في الحزب الجمهوري. وقد انتخب عضو مجلس ولاية نيويورك وانتخب عضو مجلس النواب الأمريكي.